# 12B busz (Szombathely)

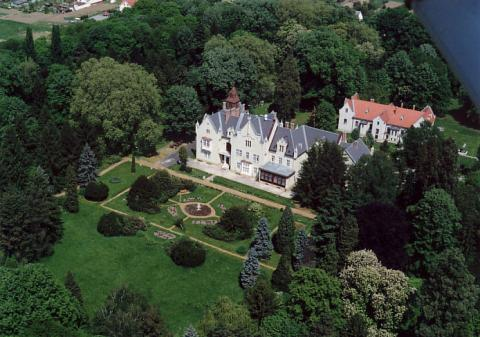
Bogáti kastély

A szombathelyi 12B jelzésű autóbusz a Vasútállomás - Károly Róbert utca - Bogát - Sport tér - Károly Róbert utca - Vasútállomás útvonalon közlekedett, 2017. január 1-től. A vonalat a Volánbusz üzemeltette.
A járatok összehangoltan üzemeltek az 1C, 12-es, 21-es, 21A és 21B buszokkal. A buszokra csak az első ajtón lehet felszállni.

## Története
2022. január 1-től az 1C, 12, 12B, 21, 21B vonalak összevonásával egy észak-dél irányú, átszállásmentes kapcsolatot biztosító autóbuszvonal jött létre, emiatt a 12B jelzésű járat megszűnt.

## Közlekedése
Munkanapokon csak csúcsidőn kívül, valamint hétvégén egész nap közlekedett, a 21B járattal hangoltan.

## Járművek
A vonalon általában Credo BN 12 típusú autóbuszok közlekedtek de néha előfordult Ikarus 263 típusú autóbusz is.

## Útvonala
| Vasútállomás - Károly Róbert utca - Bogát - Sport tér - Károly Róbert utca - Vasútállomás |
| --- |
| Vasútállomás - Szelestey László utca - Vörösmarty Mihály utca - Szent Márton utca - Thököly Imre utca - II. Rákóczi Ferenc utca - Szent Flórián körút - Károly Róbert utca - Szent Gellért utca - Rumi út - Szent István király utca - Bogáti út - Bogát fasor - Rumi Külső út - Ifjúság utca - Rumi út - Bükkfa utca - Rumi Külső út - Rumi út - Szent Gellért utca - Károly Róbert utca - Szent Flórián körút - II. Rákóczi Ferenc utca - Thököly Imre utca - Szent Márton utca - Vörösmarty Mihály utca - Széll Kálmán utca - Vasútállomás |

## Megállói
| 0  | 0  | Vasútállomás induló végállomás                                       |                                                                                              | Szombathely Helyi autóbusz-állomás, Éhen Gyula tér                                                                                                   |
| 2  | 2  | 56-osok tere (Vörösmarty utca)                                       | 1C, 1U, 2A, 2C, 5, 6, 7, 8, 12, 21, 21A, 21B, 22, 26, 27, 29A, 29C, 30Y, 35                  | 56-osok tere, Vámhivatal, Földhivatal, Államkincstár, Gyermekotthon                                                                                  |
| 4  | 4  | Aluljáró (Szent Márton utca)                                         | 5H, 6, 7, 8, 10H, 12, 21, 21B, 26, 27, 30Y, 35                                               | Borostyánkő Áruház, Vásárcsarnok, Vízügyi Igazgatóság                                                                                                |
| 6  | 6  | Városháza                                                            | 5H, 6, 7, 8, 9, 10H, 12, 21, 21B, 26, 27, 30Y, 35                                            | Városháza, Fő tér, Isis irodaház, Okmányiroda |
| 7  | 7  | Batthyány tér                                                        | 6, 12, 21, 21B                                                                               | Képtár, Iseum, Zsinagóga, Bartók terem, Zrínyi Ilona Általános Iskola, Horváth Boldizsár Szakközépiskola, Kanizsai Dorottya Gimnázium, Batthyány tér |
| 8  | 8  | Rákóczi utcai iskola                                                 | 6, 12, 21, 21B                                                                               | Zrínyi Ilona Általános Iskola Rákóczi utcai épülete, ÉGÁZ                                                                                            |
| 10 | 10 | Szent Flórián körút 33.                                              | 2A, 2C, 6, 6H, 8H, 21B, 29A, 29C                                                             | Gazdag Erzsi Óvoda |
| 12 | 11 | Waldorf iskola (Korábban: Fiatal Házasok Otthona)                    | 1U, 2A, 2C, 4H, 6, 6H, 8H, 21B, 23, 29A, 29C                                                 | Apáczai Waldorf Általános Iskola, Fiatal Házasok Otthona, SAVARIA PLAZA                                                                              |
| 13 | 12 | Károly Róbert utca 36. (Korábban: Károly Róbert utca 38.)            | 1U, 2A, 2C, 4H, 6, 6H, 8H, 21B, 23, 29A, 29C                                                 | |
| 14 | 13 | Kőrösi Csoma Sándor utca                                             | 1U, 21B                                                                                      | Kőrösi Csoma Sándor utcai Óvoda, Dési Huber István Általános Iskola, Meseház Bölcsőde                                                                |
| 16 | 15 | Szent Gellért utca                                                   | 1U, 7H, 12, 21, 21B                                                                          | Rumi úti temető, Reguly Antal Általános Iskola |
| 17 | 16 | Rumi út 142.                                                         | 1U, 7H, 12, 21, 21B                                                                          | Savaria Nett-Pack Kft. |
| 18 | 17 | Csititó                                                              | 1U, 12, 21, 21B                                                                              | Művelődési Ház, Speidel Kft. |
| 20 | 18 | Bendefy László utca                                                  | 1U, 12, 21, 21A, 21B                                                                         | Szombathely-Szőlős |
| 22 | 19 | Szent István király utca 7. (Korábban: Szent István király utca 49.) | 1U, 12, 21, 21A, 21B                                                                         | Szombathely-Szőlős |
| 23 | 20 | Harangláb                                                            | 1U, 12, 21, 21A, 21B                                                                         | |
| 25 | 22 | Győzelem utca                                                        | 1U, 12, 21, 21A, 21B                                                                         | Szent István lakópark, Szegedy-kastély, Játéksziget Óvoda                                                                                            |
| 26 | 23 | Szentkirály, autóbusz-váróterem                                      | 1U, 12, 21, 21A, 21B                                                                         | Szent István király templom, Szentkirályi temető |
| 27 | 24 | Bogáti út 10.                                                        | 1U, 12, 21, 21A, 21B                                                                         | |
| 28 | 25 | Bogát, Szociális Otthon                                              | 1U, 12, 21, 21A, 21B                                                                         | Bogáti Festetics kastély (Szociális Otthon), Bogáti focipálya                                                                                        |
| 30 | 27 | Bogát, bejárati út                                                   | 12, 21, 21A, 21B                                                                             | |
| 33 | 29 | Sport tér                                                            | 12, 21, 21A, 21B                                                                             | Sport tér |
| 34 | 30 | Izsó Miklós utca                                                     | 12, 21, 21A, 21B                                                                             | Rádióállomás, Szily-kastély |
| 36 | 32 | Török Ignác utca                                                     | 12, 21, 21A, 21B                                                                             | Gyöngyöshermán |
| 37 | 33 | Komárom utca                                                         | 12, 21, 21A, 21B                                                                             | Gyöngyöshermáni temető |
| 38 | 34 | Bükkfa utca                                                          | 12, 21, 21A, 21B                                                                             | |
| 40 | 36 | Bendefy László utca                                                  | 1U, 12, 21, 21A, 21B                                                                         | Szombathely-Szőlős |
| 42 | 38 | Csititó                                                              | 1U, 12, 21, 21B                                                                              | Művelődési Ház, Speidel Kft. |
| 43 | 39 | Rumi út 142.                                                         | 1U, 7H, 12, 21, 21B                                                                          | Savaria Nett-Pack Kft. |
| 44 | 40 | Szent Gellért utca                                                   | 1U, 7H, 12, 21, 21B                                                                          | Rumi úti temető, Reguly Antal Általános Iskola |
| 45 | 41 | Kőrösi Csoma Sándor utca                                             | 1U, 21B                                                                                      | Kőrösi Csoma Sándor utcai Óvoda, Dési Huber István Általános Iskola, Meseház Bölcsőde                                                                |
| 46 | 42 | Károly Róbert utca 36. (Korábban: Károly Róbert utca 38.)            | 1U, 2A, 2C, 4H, 6, 6H, 8H, 21B, 23, 29A, 29C                                                 | |
| 47 | 43 | Waldorf iskola (Korábban: Fiatal Házasok Otthona)                    | 1U, 2A, 2C, 4H, 6, 6H, 8H, 21B, 23, 29A, 29C                                                 | Apáczai Waldorf Általános Iskola, Fiatal Házasok Otthona, SAVARIA PLAZA                                                                              |
| 49 | 45 | Szent Flórián körút 33.                                              | 2A, 2C, 6, 6H, 8H, 21B, 29A, 29C                                                             | Gazdag Erzsi Óvoda |
| 51 | 47 | Rákóczi utcai iskola                                                 | 6, 12, 21, 21B                                                                               | Zrínyi Ilona Általános Iskola Rákóczi utcai épülete, ÉGÁZ                                                                                            |
| 52 | 48 | Batthyány tér                                                        | 6, 12, 21, 21B                                                                               | Képtár, Iseum, Zsinagóga, Bartók terem, Zrínyi Ilona Általános Iskola, Horváth Boldizsár Szakközépiskola, Kanizsai Dorottya Gimnázium, Batthyány tér |
| 53 | 49 | Városháza                                                            | 5H, 6, 7, 8, 9, 10H, 12, 21, 21B, 26, 27, 30Y, 35                                            | Városháza, Fő tér, Isis irodaház, Okmányiroda |
| 54 | 50 | Aluljáró (Thököly utca)                                              | 6, 7, 9, 10H, 12, 21, 21B, 26, 27, 30Y, 35                                                   | Történelmi Témapark, Szent Erzsébet Ferences templom, Kanizsai Dorottya Gimnázium                                                                    |
| 56 | 52 | 56-osok tere (Széll Kálmán utca)                                     | 1C, 1U, 2A, 2C, 5, 6, 7, 8, 12, 21, 21A, 21B, 22, 26, 27, 29A, 29C, 30Y, 35                  | 56-osok tere, Vámhivatal, Földhivatal, Államkincstár, Gyermekotthon                                                                                  |
| 57 | 53 | Vasútállomás                                                         | 1C, 1U, 2A, 2C, 3A, 5, 6, 7, 8, 9H, 10H, 12, 21, 21A, 21B, 22, 25, 26, 27, 29A, 29C, 30Y, 35 | Szombathely Helyi autóbusz-állomás, Éhen Gyula tér                                                                                                   |

1. ↑  Munkanapokon 18.00-tól üzemzárásig, valamint szabad- és munkaszüneti napokon teljes üzemidőben a járatok rövidebb menetidővel közlekednek.

## Külső hivatkozások
- Szombathely valósidejű közösségi közlekedési információ (magyar nyelven). Északnyugat-magyarországi Közlekedési Központ. [2017. február 28-i dátummal az eredetiből archiválva]. (Hozzáférés: 2017. május 9.)